# 조원득
조원득(造元得, 1991년 6월 21일 ~ )은 대한민국의 축구 선수로서, 포지션은 수비수이다. 현재 양평 FC 소속이다.

## 수상

### 클럽

#### 포천 시민축구단
- K3리그 우승 1회 (2017년)